# Estadi Hrazdan
L'Estadi Hrazdan (en armeni Հրազդան մարզադաշտ) és un estadi situat al carrer Atenes, del districte de Kentron de la ciutat d'Erevan, Armènia.

## Història
L'estadi fou construït durant la segona meitat de 1969 i finalitzat en 18 mesos. La inauguració oficial fou el 29 de novembre de 1970 amb la presència de Leonid Bréjnev, en commemoració del 50 aniversari de l'RSS d'Armènia. El primer partit oficial fou el 19 de maig de 1971 amb el partit Ararat Yerevan contra Kairat Almaty, amb resultat de 3-0 davant 78.000 espectadors. L'any 2004 fou adquirit pel Hrazdan Holding CJSC, qui inicià una remodelació l'any 2005, que finalitzà el 2008.
És gestionat per la Federació Armènia de Futbol i hi juga la selecció de futbol d'Armènia.

## Galeria d'imatges

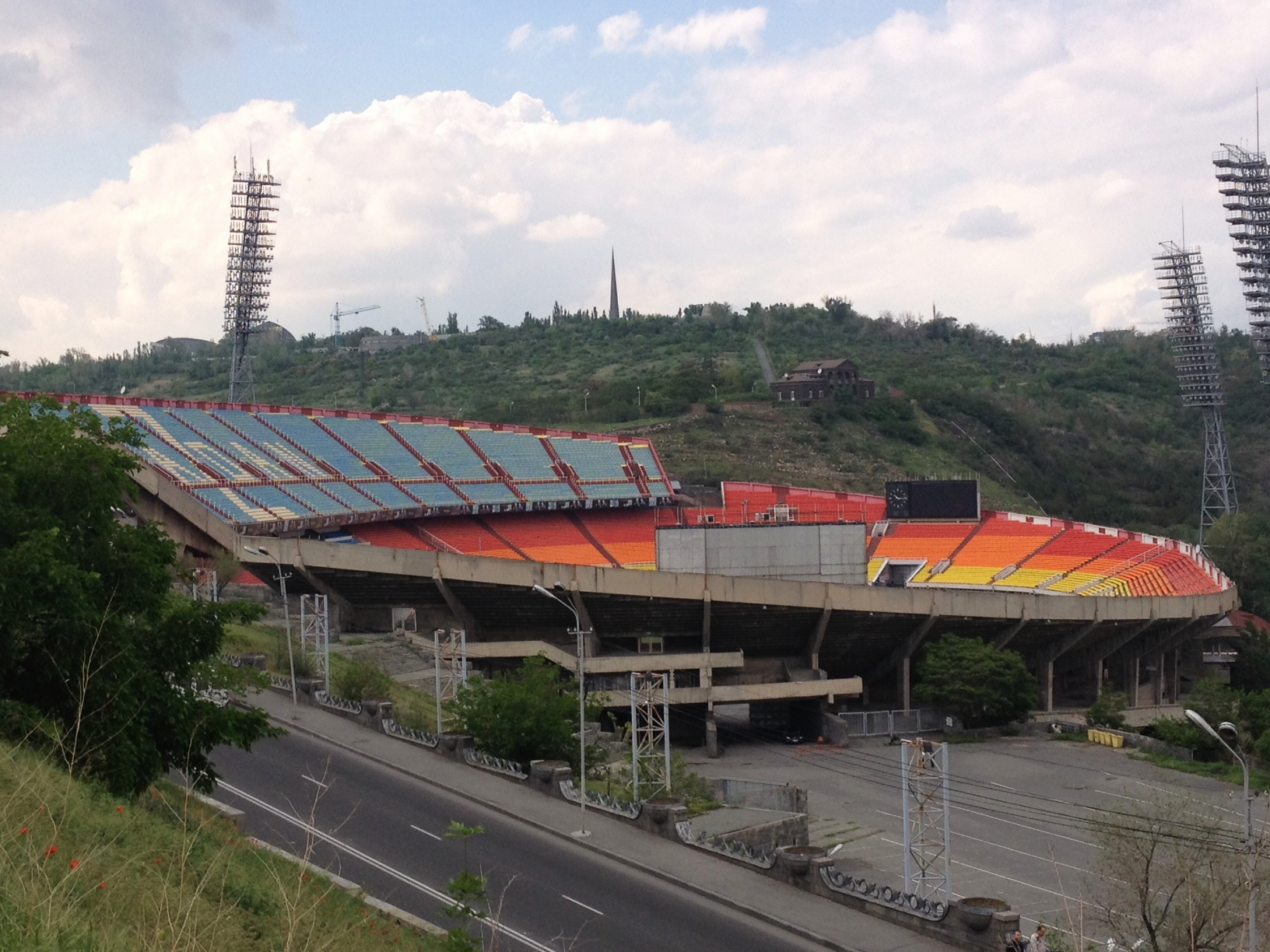
Vista general de l'estadi.
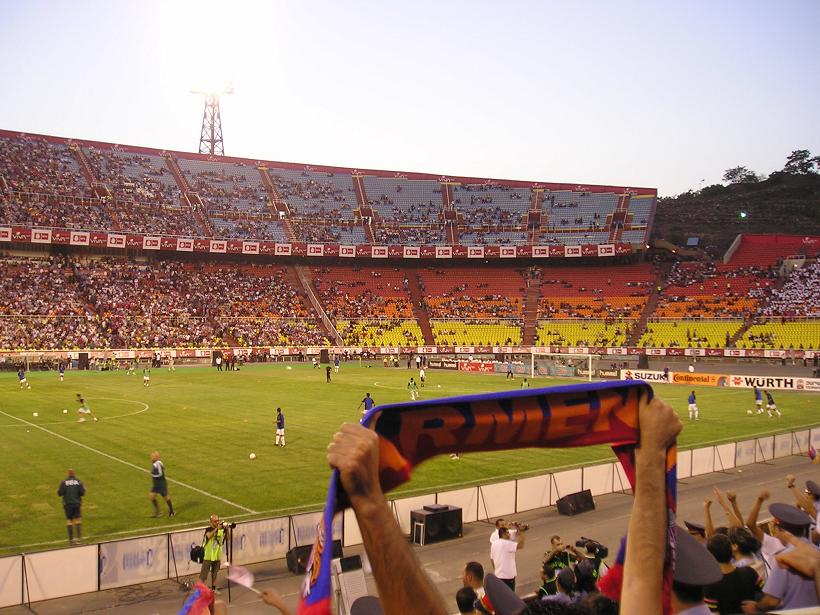
L'estadi el 2008.